# Stash
Stash ist eine belgische Rockband um den Leadsänger Gunther Verspecht. Weitere Bandmitglieder sind Bob van Wiele, Thomas Fadeux und Steven van den Eede.
Bekannt wurde Stash in Belgien Ende 2004/Anfang 2005 mit der Single Sadness aus dem Album Rock’n’Roll Show, das im Frühling 2005 erschien.

## Diskografie

### Alben
| Jahr | Titel            | Höchstplatzierung, Gesamtwochen, AuszeichnungChartsChartplatzierungen (Jahr, Titel, Platzierungen, Wochen, Auszeichnungen, Anmerkungen) | Anmerkungen                            |
| Jahr | Titel            | BEF | Anmerkungen                            |
| ---- | ---------------- | --- | -------------------------------------- |
| 2005 | Rock’n’Roll Show | BEF1 (29 Wo.)BEF | Erstveröffentlichung: 18. April 2005   |
| 2007 | Blue Lanes       | BEF24 (21 Wo.)BEF | Erstveröffentlichung: 2. November 2007 |

Weitere Alben
- 2006: Gettin’ Trim
- 2010: All That Fire

### Singles
| Jahr | Titel Album                                   | Höchstplatzierung, Gesamtwochen, AuszeichnungChartsChartplatzierungen (Jahr, Titel, Album, Platzierungen, Wochen, Auszeichnungen, Anmerkungen) | Anmerkungen                              |
| Jahr | Titel Album                                   | BEF | Anmerkungen                              |
| ---- | --------------------------------------------- | --- | ---------------------------------------- |
| 2004 | Sadness Rock’n’Roll Show                      | BEF2 Gold · (33 Wo.)BEF |                                          |
| 2006 | I Need a Woman Rock’n’Roll Show               | BEF11 (12 Wo.)BEF | feat. Sam Bettens                        |
| 2007 | All Thats Left / Advertising Space Blue Lanes | BEF25 (16 Wo.)BEF | Erstveröffentlichung: 21. September 2007 |

Weitere Singles
- 2005: Shelter from Evil Ones
- 2007: Concubine, Songs for the Left Alone